# Nabachtewi
Nabachtewi (gruz. ნაბახტევი) – wieś w Gruzji, w regionie Wewnętrzna Kartlia, w gminie Chaszuri. W 2014 roku liczyła 688 mieszkańców.